# Cité Traëger
La cité Traëger est une voie située dans le 18e arrondissement de Paris, en France.

## Origine du nom

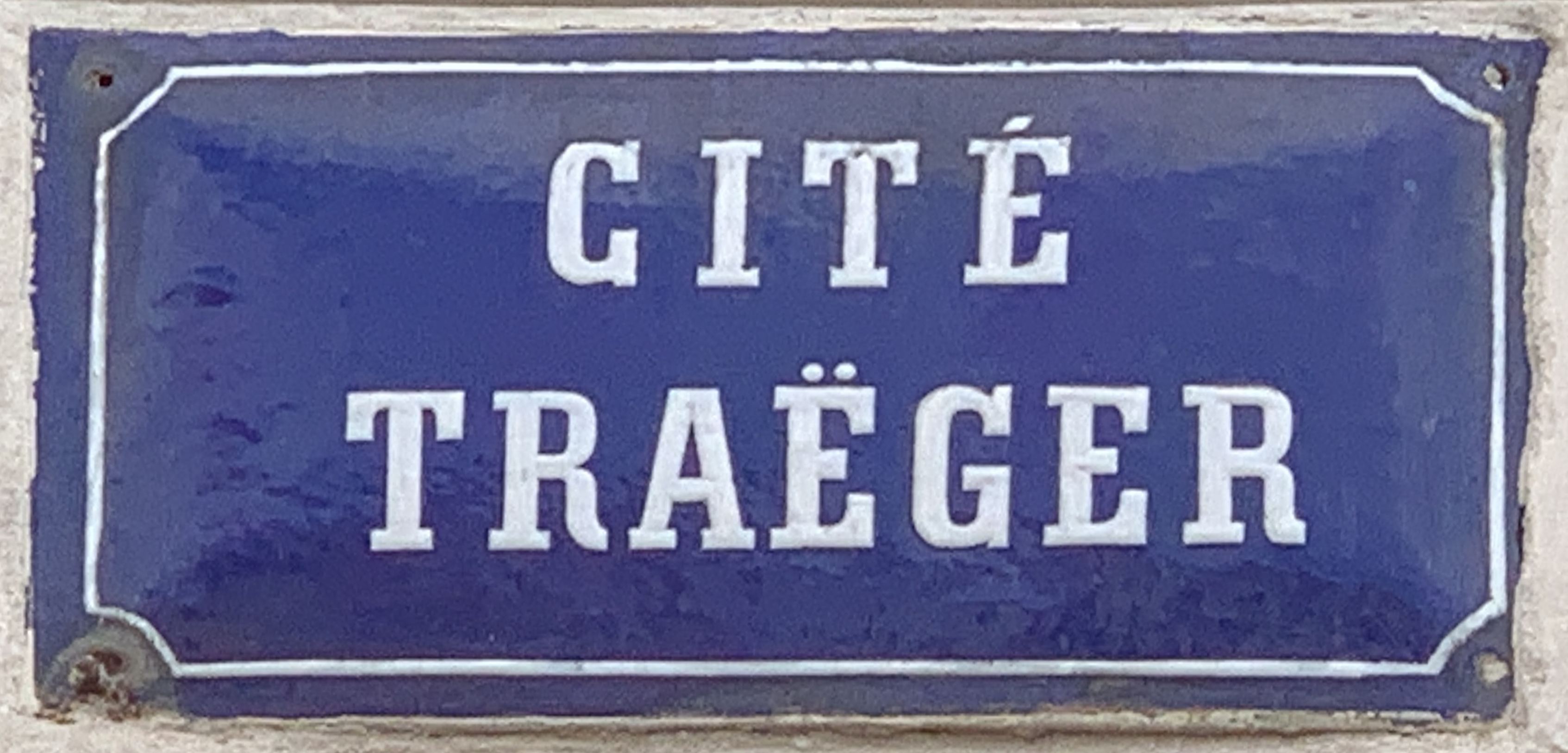
Plaque de la cité.

## Situation et accès
Elle est située au 19 rue Boinod.